# Mydeskfriend
Ein Mydeskfriend ist ein kommunizierender halbautonomer Roboter in Form eines stilisierten Pinguins. Er wurde von der Schweizer Firma Arimaz aus Renens/Schweiz produziert, ist aber nicht mehr erhältlich.

## Beschreibung
Der Mydeskfriend wurde in der Form eines stilisierter Pinguins mit weißem Kunststoffkörper und einem abnehmbaren blauen Cap produziert. Er war ca. 5 Zentimeter hoch und wurde über WLAN mit einer Basisstation verbunden, die per USB an den Computer angeschlossen wurde. Über die Basisstation wurde der Mydeskfriend auch geladen. Mikrofon und Lautsprecher ermöglichten Sprachsteuerung und Sprachausgabe. Zur autonomen Fortbewegung verfügte er über einen Zweiradantrieb und 5 Sensoren: 3 Bodensensoren, die verhinderten, dass der Mydeskfriend während der Fahrt von der Tischkante fällt und 2 Näherungssensoren, mit denen Hindernisse erkannt wurden. Die Näherungssensoren ermöglichten es dem Mydeskfriend außerdem, einem sich bewegenden Gegenstand (z. B. dem Finger) zu folgen.
Serverseitig wurde der Mydeskfriend über eine Facebook-Applikation gesteuert. Clientseitig wurde ein Python-Programm installiert, welches die Verbindung zwischen Mydeskfriend und Basisstation übernahm.

## Spielprinzip
Der Mydeskfriend hatte Spielfunktionen wie ein Tamagotchi oder Furby, mit denen Bedürfnisse wie Schlaf, Nahrung, Bewegung, Zuneigung und Stimmung beeinflusst werden konnten. Diese wurden entweder über die Facebook-Applikation aktiviert oder indem man den Mydeskfriend am Kopf kratzte, anstieß, schaukelte, oder mit ihm sprach. Der Mydeskfriend erhielt für diese Aktionen Erfahrungspunkte und durchlief Entwicklungsschritte vom Baby zum Senior.

## Kommunikation
Ähnlich wie auch ein Nabaztag kommuniziert der Mydeskfriend mit seinem Benutzer per Lautsprecher oder Lichtsignalen. Er informiert z. B. über das Wetter, Börsenkurse, aktuelle Meldungen oder eingehende E-Mails. Freigeschaltete Facebook-Benutzer können dem Mydeskfriend eine Nachricht übergeben, die dem Besitzer vorgelesen wird. Mit Sprachbefehlen können verschiedene Funktionen initiiert werden.

## Datenschutz
Die Kommunikation zwischen Pinguin und Basisstation basierte auf einem proprietären Protokoll. Zur Sprachsynthese wurden die Nachrichten vom Server des Herstellers bearbeitet, aber nicht gespeichert. Aktivitäten der Facebook-App wurden nicht im Nutzerprofil publiziert.

## Kritik
Der Gadget-Blog technabob bezeichnet Mydeskfriend als „virtuellen Freund, der dich daran hindert, mit echten Freunden zusammen zu sein“. Da der Mydeskfriend wie auch ein Tamagotchi regelmäßig nach Aufmerksamkeit verlangt, lenkt er von der Arbeit ab. In einem ruhigen Büro können außerdem die Fahrgeräusche und die Audiosignale störend sein.